# Вдовиченко, Василий Петрович
Василий Петрович Вдовиченко (21.01.1913—01.09.1944) — помощник командира взвода разведки 415-го стрелкового полка (1-я стрелковая Брестская Краснознамённая дивизия, 96-й стрелковый корпус, 70-я армия, 1-й Белорусский фронт), старшина, участник Великой Отечественной войны, кавалер ордена Славы трёх степеней.

## Биография
Родился 21 января 1913 года в селе Соколово ныне Зонального района Алтайского края в семье рабочего. Русский. Образование среднее.
В Красной Армии 1935—1937 и с декабря 1941 года. В действующей армии — с 24 декабря 1941 года. Воевал на Калининском (с 20 октября 1943 года — 1-й Прибалтийский), 2-м Прибалтийском, 2-м и 1-м Белорусских фронтах в должностях разведчика, командира отделения и помощника командира взвода разведки. Принимал участие в Торопецко-Холмской, Великолукской, Невельской, Полесской и Люблин-Брестской наступательных операциях. В боях дважды был ранен.
Отличился в ходе Невельской наступательной операции 

командир отделения старший сержант Вдовиченко В. П. во время продвижения батальона вперёд, со своим отделением 7 октября 1943 года отлично руководил отделением разведчиков, решительно атаковал противника, выбил его из окопов и, преследуя отходящих немцев, овладел частью деревни Высоцкое. В ходе боя было уничтожено 5 солдат противника и один захвачен в плен— 
. Командиром батальона Вдовиченко В. П. был представлен к награждению орденом Красной Звезды. Приказом командира бригады полковником Бакуевым Л. А. 10 октября 1943 года награждён медалью «За отвагу».
В ходе Невельской операции отделение Вдовиченко В. П. неоднократно выполняло задачи по захвату контрольных пленных и разведке противника. 9 октября в районе деревни Рудаки и 12 октября в районе деревни Репище (Невельский район Псковской области) разведчики уничтожили до 20 и захватили в плен 7 фрицев. Пленные дали важные сведения, а отделение в ходе выполнения боевых задач не понесло потерь в личном составе. Командиром батальона был представлен к награждению орденом Отечественной войны 1-й степени. Приказом командира бригады полковником Бакуевым Л. А. 13 октября 1943 года награждён орденом Красной Звезды.
8 декабря 1943 года 31-я отдельная Невельская стрелковая бригада слиянием с 100-й Казахской стрелковой бригадой преобразована в 1-ю стрелковую дивизию 2-го формирования. Старший сержант Вдовиченко В. П. был назначен помощником командира взвода разведки 415-го стрелкового полка. При выполнении боевого задания 3 февраля 1944 года был ранен. После перевязки он вернулся в строй и повел разведывательную группу на выполнение задания по подготовке форсирования реки Удрай. В районе деревни Малые Сокольники (ныне Новосокольнический район, Псковская область) разведчики захватили в блиндаже «языка», а затем, разделившись, атаковали 3 огневые точки противника. Действия разведчиков отвлекли противника и позволили батальону переправиться через реку с небольшими потерями и овладеть деревней.
Приказом командира 1-й стрелковой дивизии полковником Бакуевыв Л. А. 4 февраля 1944 года старший сержант Вдовиченко Василий Петрович награждён орденом Славы 3-й степени.
8 апреля 1944 года в районе села Крымно, действуя в тылу врага во главе разведывательной группы, Вдовиченко В. П. организовал нападение на обоз противника, в ходе которого был захвачен в плен немецкий офицер. Всего к этому времени на его счету было 5 «языков», захваченных лично и 16 — в составе группы.
Приказом командующего 70-й армией генерал-майора Николаева И. Ф. 25 апреля 1944 года старший сержант Вдовиченко Василий Петрович награждён орденом Славы 2-й степени.
13 июня 1944 года старшина Вдовиченко В. П. во главе разведывательной группы убыл в тыл противника для выполнения очередного боевого задания. Находясь на удалении от переднего края до 30 километров, в течение 12 дней разведчики выявили наличие танковой дивизии в районе села Гута и установили места расположения штабов частей и скопления танков, подтвердив данные авиационной разведки. Находясь в тылу противника, группа систематически передавала по радио данные о разгрузке танковых подразделений на железнодорожной станции и их движении по маршрутам. В ходе выполнения задания был взят в плен военнослужащий саперного батальона, который дал ценные сведения о строительстве тыловых оборонительных рубежей. 25 июня 1944 года вместе с пленным, без потерь, группа вернулась в расположение наших войск.
Позднее в бою получил тяжёлое ранение и 1 сентября 1944 года умер от полученной раны.
Указом Президиума Верховного Совета СССР от 24 марта 1945 года за образцовое выполнение боевых заданий командования на фронте борьбы с немецкими захватчиками и проявленные при этом доблесть и мужество старшина Вдовиченко Василий Петрович награждён орденом Славы 1-й степени.
Похоронен в братской могиле № 340 на кладбище советских воинов и военнопленных на улице Жвирки и Вигуры в городе Варшава (Польша).

## Награды
- Орден Красной Звезды (13.10.1943)[8]
- Полный кавалер ордена Славы:
  - орден Славы I степени (24.03.1945)[9];
  - орден Славы II степени (25.04.1944)[10];
  - орден Славы III степени (04.02.1944)[11];
- медали, в том числе:
  - «За отвагу» (10.10.1943)[4];

## Память
- Похоронен в братской могиле Варшавы[12].
- Его имя увековечено в Главном Храме Вооружённых сил России, и навсегда запечатлено на мемориале «Дорога памяти»[13].
- Его имя в Книге памяти Алтайского края[14].